# Portilla (Álava)
Portilla (en euskera Zabalate, oficialmente Portilla/Zabalate) es un concejo del municipio de Zambrana, en la provincia de Álava, País Vasco (España).

## Localización
El pueblo, el más elevado de la zona, se encuentra pegado a la cresta que le da nombre, así como a esa pequeña sierra (Sierra de Portilla) y al castillo de Portilla. A sus pies, y por la zona norte, se encuentra la localidad de Berantevilla, en la carretera A-3122 y bañada por el río Ayuda. Por el lado sur se puede subir desde Zambrana, municipio al que pertenece y por el que atraviesa la carretera N-124, con conexión directa hacia Vitoria, La Rioja, Miranda de Ebro y a la autopista A-68 (Bilbao-Zaragoza).

## Geografía
La localidad se encuentra enclavada en un bonito valle y se encuentra a más de 600 metros de altitud, en una zona escarpada culminada por un pequeño pero imponente castillo a casi 800 metros y que proporciona una privilegiada vista sobre el valle de Miranda de Ebro y los montes Obarenes. 

## Historia
Su primera mención histórica, en la que aparece referido como Portiella, es del año 1257, en la cual un mapa del obispo de Calahorra lo incluía en el arciprestazgo de Miranda de Ebro.
Se sabe que fue conquistado por Sancho IV de Castilla cuando pasó el Ebro para castigar a los partidarios de doña Juana, unidos a Labastida.
En el siglo XVII un vecino de Portilla, municipio de Zambrana, al mencionar el sello de la localidad, señala que se usaba desde el siglo XIII y que se describe de modo muy similar al de Álava:

«Un risco, en su cima una torre acastillada, y en la altura de ella, un brazo con espada en su mano desenvainada. Y al pie de la torre un león, que estribando sobre sus pies, echa las manos a ella».

Escudo de Álava con el Castillo de Portilla representado.

Otros pueblos y villas del pueblo usarían también esos sellos en tanto que se acogían al fuero de Portilla y, posteriormente, fuero de Soportilla.
A posteriori, este escudo fue utilizado por la Hermandad de Álava y la Junta de Elorriaga, que darían lugar al germen de lo que sería el Territorio Histórico de Álava. Por lo tanto, se puede considerar que el castillo que aparece representado en el escudo de Álava es este.
A mediados del siglo XIX, el lugar, por entonces parte del ayuntamiento de Berantevilla, tenía contabilizada una población de 74 habitantes. La localidad aparece descrita en el decimotercer volumen del Diccionario geográfico-estadístico-histórico de España y sus posesiones de Ultramar de Pascual Madoz de la siguiente manera:

PORTILLA: v. del ayunt. de Berantevilla, en la prov. de Alava (á Vitoria 5 leg.), part. jud. de Añana (5), aud. terr. de Búrgos (15), c. g. de las Provincias Vascongadas, dióc. de Calahorra (16). sit. en alto y dominda por peñas de bastante elevacion, donde antiguamente hubo 2 cast.; clima saludable: tiene 14 casas, una escuela para ambos sexos dotada con 14 fan. de trigo; igl. parr. (La Sma. Trinidad) servida por 2 beneficiados, y una ermita dedicada á Ntra. Sra. del Castillo. El térm. confina N. Berantevilla; E. Santurde y Tobera; S. Ocio, y O. Sta. Cruz del Fierro. El terreno es áspero y de mala calidad, cria muchos arbustos y brotan en él varias fuentes. caminos: locales y malos. El correo se recibe de Miranda de Ebro, por balijero. prod.: trigo, cebada, avena y chacolí; cria ganado vacuno, lanar y caballar, pero muy poco; caza de perdices. pobl.: 15 vec., 74 almas. riqueza y contr.: (V. Alava, intendencia).
(Madoz, 1849, p. 257)

Desde 1925, forma parte del municipio de Zambrana, junto con Berganzo y Ocio.

## Demografía
| Gráfica de evolución demográfica de Portilla entre 2000 y 2017 |
|                                                                |
| Población de derecho según los censos de población del INE.    |

## Lugares de interés

### Castillo de Portilla
Sin duda, el Castillo de Portilla es el centro de atención turístico y montañero del pueblo. Este castillo, situado a 780 metros, tiene un origen defensivo relacionado con la zona fronteriza entre las antiguas Navarra y Castilla al igual que su vecino de Ocio.

### Montañas
Desde Portilla sube uno de los accesos naturales al monte Txulato.